# 헤어스프레이 (1988년 사운드트랙)
《헤어스프레이: 오리지널 모션 픽처 사운드트랙》(Hairspray: Original Motion Picture Soundtrack)은 1988년 존 워터스의 영화 《헤어스프레이》의 사운드트랙이다. 오리지널 노래 한 곡을 비롯하여 영화에 쓰인 다른 음악가의 로큰롤, 리듬 앤 블루스 노래가 수록되어 있다. 1988년 MCA 레코드에서 발매하였다.

## 곡 목록
1. "Hairspray" (레이첼 스위트, 데보라 해리) – 3:13
2. "The Madison Time" (레이 브라이언트 콤보) – 3:07
3. "I'm Blue (The Gong-Gong Song)" (The Ikettes) – 2:28
4. "Mama Didn't Lie" (젠 브래들리) – 2:00
5. "Town Without Pity" (진 피트니) – 2:52
6. "The Roach" (진, 웬델) – 2:30
7. "Foot Stompin'" (플레어즈) – 2:16
8. "Shake a Tail Feather" (파이브 두톤스) – 2:21
9. "The Bug" (제리 달먼, 나이트캡스) – 2:15
10. "You'll Lose a Good Thing" (바바라 린) – 2:18
11. "I Wish I Were a Princess" (리틀 페기 마치) – 2:13
12. "Nothing Takes the Place of You" (Toussaint McCall – 3:17

## 같이 보기
- 《헤어스프레이 (1988년 영화)》
- 《헤어스프레이 (2002년 사운드트랙)》
- 《헤어스프레이 (2007년 사운드트랙)》